# Международный институт по вопросам несостоятельности
Междунаро́дный институ́т по вопро́сам несостоя́тельности (англ. International Insolvency Institute; фр. L’Institut International sur l’Insolvabilité) — международное объединение ведущих специалистов по вопросам несостоятельности, судей, учёных и сотрудников соответствующих регулирующих органов. В организационно-правовом плане — это некоммерческая организация с ограниченным числом членов (150 человек), созданная в 2000 году в Канаде и ставящая своей целью содействие развитию и признанию института несостоятельности. Деятельность Международного института по вопросам несостоятельности регламентируется Уставом организации.
Основные цели организации — развитие международного сотрудничества в области несостоятельности и улучшение взаимодействия между государствами в сфере реструктуризации и реорганизации международных компаний и предприятий.
В рамках Международного института по вопросам несостоятельности работает 32 комитета.

## Ежегодные конференции
Ежегодно проводятся конференции Международного института по вопросам несостоятельности. 
- 6-я ежегодная конференция проводилась в г. Нью-Йорке 12-13 июня 2006 г.
- 7-я ежегодная конференция проводилась в г. Нью-Йорке 11-12 июня 2007 г.
- 8-я ежегодная конференция проводилась в г. Берлине 9-10 июня 2008 г.
- 9-я ежегодная конференция проводилась в г. Нью-Йорке 18-19 июня 2009 г.
- 10-я ежегодная конференция проводилась в г. Риме (Италия) 7-8 июня 2010 г.
- 11-я ежегодная конференция проводилась в г. Нью-Йорке 13-14 июня 2011 г.
- 12-я ежегодная конференция проводилась в г. Париже 21-22 июня 2012 г.
- 13-я ежегодная конференция проводилась в г. Нью-Йорке 17-18 июня 2013 г.
- 14-я ежегодная конференция проводилась в г. Мехико 9-10 июня 2014 г.
- 15-я ежегодная конференция проводилась в г. Неаполь 15-16 июня 2015 г.
- 16-я ежегодная конференция проводилась в г. Токио 6-7 июня 2016 г.
- 17-я ежегодная конференция проводилась в г. Лондоне 18-20 июня 2017 г.
- 18-я ежегодная конференция проводилась в г. Нью-Йорке 23-25 сентября 2018 г.
- 19-я ежегодная конференция будет проводиться в г. Барселона 16-18 июня 2019 г.

## Премия
Международным институтом по вопросам несостоятельности учреждена и ежегодно присуждается премия за исследования в области несостоятельности.